# 30253 Вітек
30253 Вітек (30253 Vítek) — астероїд головного поясу, відкритий 30 квітня 2000 року.
Тіссеранів параметр щодо Юпітера — 3,543.